# Ottokar Löwit
Ottokar Löwit (* 15. September 1864 in Brandeis; † 27. März 1945 in Leutershausen an der Bergstraße) war ein deutscher Ingenieur.

## Leben
Löwit war Sohn eines Kaufmanns und studierte an den Technischen Hochschulen in Prag und Wien. 1889 bestand er die österreichische Staatsprüfung für Bauingenieure. Als Ingenieur in einem Bauunternehmen für Spezialbahnen in Bern wirkte er beim Bau der Schynige-Platte-Bahn mit. Er heiratete 1893 Johanna Hitz (1874–1957), die Tochter des Chefingenieurs dieses Bauprojekts und konvertierte zum evangelischen Glauben. Aus der Ehe gingen fünf Töchter hervor. In Basel wurde Löwit Direktor der Straßenbahn. Ab März 1900 war er in Mannheim Direktor des Straßenbahnamtes, ab 1902 leitete er auch die Straßenbahn in Ludwigshafen. 1909 wurde Löwit deutscher Staatsbürger, 1911 wurde er Geschäftsführer der Rhein-Haardt-Bahn. Im Ersten Weltkrieg erhielt Löwit Auszeichnungen für Verdienste in der Heimat. 1921 wurde er stellvertretender Betriebsleiter und Vorstandsmitglied der Oberrheinischen Eisenbahn AG, 1930 ging er in den Ruhestand.
Nach 1933 war Löwit dem Druck der antisemitischen Maßnahmen der Nationalsozialisten ausgesetzt. Vor der Deportation schützte ihn jedoch seine Schweizer Ehefrau. Löwit starb 1945 in Leutershausen. Seine Ehefrau starb 1957, woraufhin ein gemeinsames Grab auf dem Mannheimer Hauptfriedhof angelegt wurde.

## Werke
- Bericht über die Einführung der elektrischen Straßenbahn in Mannheim, Mannheim: Mannheimer Vereins-Druckerei [1900].
- Die Rhein-Haardtbahn Mannheim–Ludwigshafen–Bad Dürkheim. In: Elektrische Kraftbetriebe und Bahnen, Jg. 12, Heft 21 (24. Juli 1914), S. 405–416.
- 25 Jahre elektrische Straßenbahn Mannheim-Ludwigshafen, [Mannheim]: [Gengenbach & Mahn] 1925.